# Úrvalsdeild 2022-2023 (pallavolo maschile)
L'Úrvalsdeild 2022-2023, 54ª edizione della massima serie del campionato islandese di pallavolo maschile si è svolta dal 28 settembre 2022 al 9 maggio 2023: al torneo hanno partecipato sette squadre di club islandesi e la vittoria finale è andata per la settima volta al KA Akureyri.

## Regolamento

### Formula
La formula ha previsto:
- regular season, disputata con girone all'italiana, con partite di andata e ritorno: le prime tre squadre classificate hanno acceduto al girone superiore della seconda fase, mentre le rimanenti quattro al girone inferiore;
- Seconda fase, in cui le squadre, divise nei gironi superiore ed inferiore, hanno disputato un girone all'italiana con partite di sola andata mantenendo i punti conquistati nella regular season: al termine le prime due classificate del girone superiore hanno acceduto alle semifinali dei play-off scudetto, mentre la terza classificata e le prime prime tre del girone inferiore hanno acceduto ai quarti di finale;
- Play-off scudetto, organizzati con quarti di finale, con partite di andata e ritorno ed eventuale golden set, semifinali, al meglio di due vittorie su tre gare, e finale, al meglio di tre vittorie su cinque gare.

### Criteri di classifica
Se il risultato finale è stato di 3-0 o 3-1 sono stati assegnati 3 punti alla squadra vincente e 0 a quella sconfitta, se il risultato finale è stato di 3-2 sono stati assegnati 2 punti alla squadra vincente e 1 a quella sconfitta.
L'ordine del posizionamento in classifica è stato definito in base a:
- Punti;
- Ratio dei set vinti/persi;
- Ratio dei punti realizzati/subiti;
- Scontri diretti[3].

## Squadre partecipanti
| Club                | Stagione | Città       | Impianto                  | Stagione precedente                             |
| ------------------- | -------- | ----------- | ------------------------- | ----------------------------------------------- |
| Afturelding         | dettagli | Mosfellsbær | Íþróttamiðstöðin að Varmá | 3ª in Úrvalsdeild; semifinali play-off scudetto |
| Hamar               | dettagli | Hveragerði  | Íþróttahúsið Hveragerði   | 1ª in Úrvalsdeild; campione di Islanda          |
| HK Kópavogur        | dettagli | Kópavogur   | Íþróttahúsið Digranes     | 2ª in Úrvalsdeild; finale play-off scudetto     |
| KA Akureyri         | dettagli | Akureyri    | KA heimilið               | 5ª in Úrvalsdeild                               |
| Stál-úlfur          | dettagli | Kópavogur   | Íþróttahúsið Fagrilundur  |                                                 |
| Þróttur Neskaupstað | dettagli | Fjarðabyggð | Íþróttahúsið Neskaupstað  | 8ª in Úrvalsdeild                               |
| Vestri              | dettagli | Ísafjörður  | Íþróttahúsið á Torfnesi   | 4ª in Úrvalsdeild; semifinali play-off scudetto |

## Torneo

### Regular season

#### Risultati
| Partite |                                    |     |                                   |
|         |                                    |     |                                   |
| 28-09   | Afturelding - HK Kópavogur         | 2-3 | 25-22, 26-24, 20-25, 24-26, 8-15  |
| 30-09   | KA Akureyri - Afturelding          | 1-3 | 25-27, 25-16, 25-27, 23-25        |
| 04-10   | HK Kópavogur - Stál-úlfur          | 3-0 | 25-11, 25-23, 25-20               |
| 08-10   | Þróttur Neskaupstað - Vestri       | 2-3 | 20-25, 25-21, 25-20, 23-25, 9-15  |
| 08-10   | HK Kópavogur - KA Akureyri         | 1-3 | 18-25, 15-25, 25-22, 16-25        |
| 12-10   | Hamar - HK Kópavogur               | 3-1 | 25-23, 25-18, 23-25, 25-15        |
| 28-10   | Hamar - Þróttur Neskaupstað        | 3-0 | 25-16, 25-19, 25-12               |
| 16-10   | Stál-úlfur - Afturelding           | 1-3 | 26-24, 20-25, 21-25, 12-25        |
| 02-11   | Afturelding - Hamar                | 0-3 | 18-25, 20-25, 22-25               |
| 23-10   | KA Akureyri - Stál-úlfur           | 3-1 | 27-29, 25-22, 25-18, 25-22        |
| 03-03   | Hamar - Vestri                     | 3-1 | 25-19, 21-25, 25-19, 25-21        |
| 04-11   | KA Akureyri - Þróttur Neskaupstað  | 3-2 | 24-26, 25-16, 25-18, 20-25, 15-13 |
| 09-11   | Afturelding - Stál-úlfur           | 3-0 | 25-18, 25-19, 25-21               |
| 19-11   | Þróttur Neskaupstað - Afturelding  | 2-3 | 22-25, 25-15, 27-25, 15-25, 10-15 |
| 13-01   | HK Kópavogur - Vestri              | 3-0 | 25-22, 25-20, 25-23               |
| 20-11   | Stál-úlfur - Hamar                 | 0-3 | 13-25, 22-25, 13-25               |
| 26-11   | Vestri - KA Akureyri               | 3-2 | 25-22, 23-25, 19-25, 25-16, 15-11 |
| 05-11   | Vestri - Hamar                     | 1-3 | 28-30, 25-21, 15-25, 21-25        |
| 27-11   | Stál-úlfur - Þróttur Neskaupstað   | 1-3 | 17-25, 20-25, 25-22, 20-25        |
| 29-11   | HK Kópavogur - Afturelding         | 2-3 | 26-24, 21-25, 25-17, 19-25, 12-15 |
| 03-12   | Þróttur Neskaupstað - HK Kópavogur | 3-2 | 16-25, 25-20, 16-25, 25-19, 15-9  |

| Partite |                                    |     |                                   |
|         |                                    |     |                                   |
| 03-12   | Hamar - KA Akureyri                | 3-0 | 25-14, 25-18, 26-24               |
| 04-12   | Afturelding - Vestri               | 3-1 | 25-19, 25-19, 16-25, 25-23        |
| 04-12   | Stál-úlfur - KA Akureyri           | 1-3 | 22-25, 16-25, 26-24, 21-25        |
| 10-12   | Þróttur Neskaupstað - Hamar        | 0-3 | 17-25, 18-25, 18-25               |
| 11-12   | Vestri - Stál-úlfur                | 3-1 | 25-19, 25-19, 11-25, 25-23        |
| 11-01   | Hamar - Stál-úlfur                 | 3-0 | 25-22, 25-20, 25-23               |
| 19-11   | Vestri - HK Kópavogur              | 3-1 | 18-25, 25-17, 25-21, 25-18        |
| 28-01   | Afturelding - KA Akureyri          | 2-3 | 25-19, 25-21, 26-28, 20-25, 13-15 |
| 21-01   | KA Akureyri - Hamar                | 3-2 | 13-25, 19-25, 25-15, 25-19, 15-6  |
| 21-01   | Vestri - Þróttur Neskaupstað       | 3-0 | 25-19, 25-18, 25-22               |
| 04-03   | Afturelding - Þróttur Neskaupstað  | 3-1 | 25-18, 25-17, 23-25, 25-20        |
| 14-02   | HK Kópavogur - Hamar               | 0-3 | 19-25, 23-25, 12-25               |
| 28-02   | HK Kópavogur - Þróttur Neskaupstað | 3-1 | 25-21, 22-25, 26-24, 25-20        |
| 29-01   | Stál-úlfur - Vestri                | 1-3 | 27-25, 21-25, 15-25, 24-26        |
| 04-02   | Þróttur Neskaupstað - KA Akureyri  | 3-1 | 27-25, 25-16, 18-25, 25-20        |
| 05-02   | Vestri - Afturelding               | 2-3 | 20-25, 25-13, 25-22, 23-25, 12-15 |
| 05-02   | Stál-úlfur - HK Kópavogur          | 3-2 | 17-25, 23-25, 26-24, 29-27, 16-14 |
| 08-02   | Hamar - Afturelding                | 1-3 | 33-31, 22-25, 17-25, 14-25        |
| 12-02   | Þróttur Neskaupstað - Stál-úlfur   | 3-0 | 25-13, 25-17, 25-21               |
| 11-02   | KA Akureyri - HK Kópavogur         | 3-0 | 25-19, 25-21, 25-20               |
| 17-02   | KA Akureyri - Vestri               | 3-0 | 25-19, 26-24, 25-15               |

#### Classifica
| Pos. | Squadra             | Pt | G  | V  | P  | SV | SP | Ratio | PF    | PS    | Ratio |
| ---- | ------------------- | -- | -- | -- | -- | -- | -- | ----- | ----- | ----- | ----- |
| 1.   | Hamar               | 31 | 12 | 10 | 2  | 33 | 9  | 3,667 | 997   | 840   | 1,187 |
| 2.   | Afturelding         | 26 | 12 | 9  | 3  | 31 | 20 | 1,550 | 1 147 | 1 089 | 1,053 |
| 3.   | KA Akureyri         | 22 | 12 | 8  | 4  | 28 | 21 | 1,333 | 1 102 | 1 038 | 1,062 |
| 4.   | Vestri              | 17 | 12 | 6  | 6  | 23 | 25 | 0,920 | 1 055 | 1 053 | 1,002 |
| 5.   | HK Kópavogur        | 14 | 12 | 4  | 8  | 21 | 27 | 0,778 | 1 026 | 1 064 | 0,964 |
| 6.   | Þróttur Neskaupstað | 14 | 12 | 4  | 8  | 20 | 28 | 0,714 | 992   | 1 058 | 0,938 |
| 7.   | Stál-úlfur          | 2  | 12 | 1  | 11 | 9  | 35 | 0,257 | 897   | 1 074 | 0,835 |

      Qualificata al girone superiore.
      Qualificata al girone inferiore.

### Seconda fase

#### Girone superiore

##### Risultati
| Prima giornata |                     |             |                                   |
|                |                     |             |                                   |
| Riposa:        | Afturelding         | Afturelding | Afturelding                       |
| 22-03          | KA Akureyri - Hamar | 2-3         | 21-25, 25-23, 25-22, 22-25, 12-15 |

| Seconda giornata |                           |       |                                   |
|                  |                           |       |                                   |
| Riposa:          | Hamar                     | Hamar | Hamar                             |
| 25-03            | Afturelding - KA Akureyri | 3-2   | 23-25, 15-25, 25-16, 25-23, 15-12 |

| Terza giornata |                     |             |                     |
|                |                     |             |                     |
| Riposa:        | KA Akureyri         | KA Akureyri | KA Akureyri         |
| 02-04          | Hamar - Afturelding | 3-0         | 25-23, 28-26, 25-22 |

##### Classifica
| Pos. | Squadra     | Pt | G  | V  | P | SV | SP | Ratio | PF    | PS    | Ratio |
| ---- | ----------- | -- | -- | -- | - | -- | -- | ----- | ----- | ----- | ----- |
| 1.   | Hamar       | 36 | 14 | 12 | 2 | 39 | 11 | 3,545 | 1 185 | 1 016 | 1,166 |
| 2.   | Afturelding | 28 | 14 | 10 | 4 | 34 | 25 | 1,360 | 1 321 | 1 268 | 1,042 |
| 3.   | KA Akureyri | 24 | 14 | 8  | 6 | 32 | 27 | 1,185 | 1 308 | 1 251 | 1,046 |

      Qualificata alle semifinali play-off scudetto.
      Qualificata ai quarti di finale play-off scudetto.

#### Girone inferiore

##### Risultati
| Prima giornata |                                  |     |                     |
|                |                                  |     |                     |
| 24-03          | Vestri - HK Kópavogur            | 3-0 | 25-17, 25-23, 25-21 |
| 22-03          | Þróttur Neskaupstað - Stál-úlfur | 3-0 | 25-22, 25-17, 25-18 |

| Seconda giornata |                           |     |                     |
|                  |                           |     |                     |
| 26-03            | Stál-úlfur - Vestri       | 0-3 | 13-25, 19-25, 14-25 |
| 28-03            | HK Kópavogur - Stál-úlfur | 3-0 | 25-22, 25-19, 25-19 |

| Terza giornata |                                    |     |                                   |
|                |                                    |     |                                   |
| 31-03          | Vestri - Þróttur Neskaupstað       | 3-0 | 25-0, 25-0, 25-0                  |
| 02-04          | HK Kópavogur - Þróttur Neskaupstað | 2-3 | 21-25, 25-20, 21-25, 30-28, 15-17 |

##### Classifica
| Pos. | Squadra             | Pt | G  | V | P  | SV | SP | Ratio | PF    | PS    | Ratio |
| ---- | ------------------- | -- | -- | - | -- | -- | -- | ----- | ----- | ----- | ----- |
| 4.   | Vestri              | 26 | 15 | 9 | 6  | 32 | 25 | 1,280 | 1 280 | 1 160 | 1,103 |
| 5.   | Þróttur Neskaupstað | 19 | 15 | 6 | 9  | 26 | 33 | 0,788 | 1 182 | 1 302 | 0,908 |
| 6.   | HK Kópavogur        | 18 | 15 | 5 | 10 | 26 | 33 | 0,788 | 1 274 | 1 314 | 0,970 |
| 7.   | Stál-úlfur          | 2  | 15 | 1 | 14 | 9  | 44 | 0,205 | 1 060 | 1 299 | 0,816 |

      Qualificata ai quarti di finale play-off scudetto.

### Play-off scudetto

#### Tabellone
|  | Quarti di finale | Quarti di finale    | Quarti di finale | Quarti di finale |   |   | Semifinali | Semifinali | Semifinali | Semifinali | Semifinali |  |  | Finale | Finale | Finale | Finale | Finale | Finale | Finale |  |
|  |                  |                     |                  |                  |   |   |            |            |            |            |            |  |  |        |        |        |        |        |        |        |  |
|  |                  |                     |                  |                  |   |   | 1          | Hamar      | 3          | 3          |            |  |  |        |        |        |        |        |        |        |  |
|  |                  |                     |                  |                  |   |   | 1          | Hamar      | 3          | 3          |            |  |  |        |        |        |        |        |        |        |  |
|  |                  |                     | 4                | Vestri           | 0 | 0 |            |            |            |            |            |  |  |        |        |        |        |        |        |        |  |
|  | 5                | Þróttur Neskaupstað | 4                | Vestri           | 0 | 0 | 1          | 0          |            |            |            |  |  |        |        |        |        |        |        |        |  |
|  | 5                | Þróttur Neskaupstað |                  |                  |   |   |            |            |            |            |            |  |  |        |        |        |        |        |        |        |  |
|  | 4                | Vestri              | 3                | 3                |   |   |            |            |            |            |            |  |  |        |        |        |        |        |        |        |  |
|  | 4                | Vestri              | 3                | 3                |   | 1 | Hamar      | 3          | 2          | 1          | 1          |  |  |        |        |        |        |        |        |        |  |
|  |                  |                     |                  |                  |   |   |            |            |            |            |            |  |  |        |        |        |        |        |        |        |  |
|  |                  |                     | 3                | KA Akureyri      | 1 | 3 | 3          | 3          |            |            |            |  |  |        |        |        |        |        |        |        |  |
|  |                  |                     |                  |                  | 1 | 3 | 3          | 3          |            |            |            |  |  |        |        |        |        |        |        |        |  |
|  |                  |                     |                  |                  |   |   |            |            |            |            |            |  |  |        |        |        |        |        |        |        |  |
|  |                  |                     |                  |                  |   |   |            |            |            |            |            |  |  |        |        |        |        |        |        |        |  |
|  |                  | 2                   | Afturelding      | 3                | 2 | 2 |            |            |            |            |            |  |  |        |        |        |        |        |        |        |  |
|  |                  |                     |                  |                  | 2 | 2 |            |            |            |            |            |  |  |        |        |        |        |        |        |        |  |
|  |                  |                     | 3                | KA Akureyri      | 1 | 3 | 3          |            |            |            |            |  |  |        |        |        |        |        |        |        |  |
|  | 6                | HK Kópavogur        | 3                | KA Akureyri      | 1 | 3 | 3          | 1          | 0          |            |            |  |  |        |        |        |        |        |        |        |  |
|  | 6                | HK Kópavogur        |                  |                  |   |   |            |            |            |            |            |  |  |        |        |        |        |        |        |        |  |
|  | 3                | KA Akureyri         | 3                | 3                |   |   |            |            |            |            |            |  |  |        |        |        |        |        |        |        |  |

#### Risultati

##### Quarti di finale
| Andata |                              |     |                            |
|        |                              |     |                            |
| 12-04  | HK Kópavogur - KA Akureyri   | 1-3 | 25-21, 19-25, 22-25, 16-25 |
| 16-04  | Þróttur Neskaupstað - Vestri | 1-3 | 25-27, 23-25, 25-21, 21-25 |

| Ritorno |                              |     |                     |
|         |                              |     |                     |
| 14-04   | KA Akureyri - HK Kópavogur   | 3-0 | 25-19, 25-19, 25-19 |
| 14-04   | Vestri - Þróttur Neskaupstað | 3-0 | 25-19, 25-17, 25-22 |

##### Semifinali
| Gara 1 |                           |     |                            |
|        |                           |     |                            |
| 17-04  | Hamar - Vestri            | 3-0 | 25-20, 25-13, 25-20        |
| 17-04  | Afturelding - KA Akureyri | 3-1 | 22-25, 25-23, 25-23, 25-20 |

| Gara 2 |                           |     |                                   |
|        |                           |     |                                   |
| 20-04  | Vestri - Hamar            | 0-3 | 19-25, 29-31, 20-25               |
| 20-04  | KA Akureyri - Afturelding | 3-2 | 25-18, 21-25, 25-22, 19-25, 15-13 |

| Gara 3 |                           |     |                                   |
|        |                           |     |                                   |
| 23-04  | Afturelding - KA Akureyri | 2-3 | 25-17, 25-20, 25-27, 15-25, 10-15 |

##### Finale
| Gara 1 |                     |     |                            |
|        |                     |     |                            |
| 25-04  | Hamar - KA Akureyri | 3-1 | 25-21, 25-21, 23-25, 25-20 |

| Gara 2 |                     |     |                                   |
|        |                     |     |                                   |
| 03-05  | KA Akureyri - Hamar | 3-2 | 19-25, 25-19, 24-26, 25-23, 15-11 |

| Gara 3 |                     |     |                            |
|        |                     |     |                            |
| 06-05  | Hamar - KA Akureyri | 1-3 | 18-25, 25-23, 22-25, 22-25 |

| Gara 4 |                     |     |                            |
|        |                     |     |                            |
| 09-05  | KA Akureyri - Hamar | 3-1 | 25-20, 25-20, 16-25, 25-21 |

## Premi individuali
| Premio                    | Nome                   | Squadra     |
| ------------------------- | ---------------------- | ----------- |
| MVP                       | Miguel Castrillo       | KA Akureyri |
| Miglior palleggiatore     | Zdravko Kamenov        | KA Akureyri |
| Miglior opposto           | Miguel Castrillo       | KA Akureyri |
| Miglior schiacciatore     | Franco Molina          | Vestri      |
| Miglior schiacciatore     | Dorian Poinc           | Afturelding |
| Miglior centrale          | Gísli Baldvinsson      | KA Akureyri |
| Miglior centrale          | Hafsteinn Valdimarsson | Hamar       |
| Miglior libero            | Ragnar Axelsson        | Hamar       |
| Miglior allenatore        | Juan Rojas             | Vestri      |
| Giocatore più promettente | Sverrir Svavarsson     | Vestri      |

## Statistiche
| Rendimento individuale | Rendimento individuale | Rendimento individuale | Rendimento individuale |
| Pos.                   | Nome                   | Punti                  | Squadra                |
| ---------------------- | ---------------------- | ---------------------- | ---------------------- |
| 1                      | Mighel Castrillo       | 523                    | KA Akureyri            |
| 2                      | Dorian Poinc           | 324                    | Afturelding            |
| 3                      | Franco Molina          | 320                    | Vestri                 |
| 4                      | Marcin Grasza          | 299                    | Hamar                  |
| 5                      | Hafsteinn Sigurðsson   | 281                    | Afturelding            |
| 6                      | Oscar Celis            | 277                    | KA Akureyri            |
| 7                      | Miguel Melero          | 225                    | Þróttur Neskaupstað    |
| 8                      | Gísli Baldvinsson      | 219                    | KA Akureyri            |
| 9                      | Mateusz Klóska         | 210                    | HK Kópavogur           |
| 9                      | Atli Pétursson         | 210                    | Afturelding            |

| Attacchi vincenti | Attacchi vincenti    | Attacchi vincenti | Attacchi vincenti   |
| Pos.              | Nome                 | Punti             | Squadra             |
| ----------------- | -------------------- | ----------------- | ------------------- |
| 1                 | Mighel Castrillo     | 466               | KA Akureyri         |
| 2                 | Dorian Poinc         | 260               | Afturelding         |
| 3                 | Franco Molina        | 242               | Vestri              |
| 4                 | Marcin Grasza        | 238               | Hamar               |
| 5                 | Oscar Celis          | 232               | KA Akureyri         |
| 6                 | Hafsteinn Sigurðsson | 226               | Afturelding         |
| 7                 | Miguel Melero        | 197               | Þróttur Neskaupstað |
| 8                 | Valens Ingimundarson | 177               | HK Kópavogur        |
| 9                 | Mateusz Klóska       | 171               | HK Kópavogur        |
| 10                | Atli Pétursson       | 166               | Afturelding         |

| Muri vincenti | Muri vincenti             | Muri vincenti | Muri vincenti       |
| Pos.          | Nome                      | Punti         | Squadra             |
| ------------- | ------------------------- | ------------- | ------------------- |
| 1             | Gísli Baldvinsson         | 77            | KA Akureyri         |
| 2             | Hafsteinn Valdimarsson    | 59            | Hamar               |
| 3             | Kristján Valdimarsson     | 46            | Hamar               |
| 4             | Hafsteinn Sigurðsson      | 40            | Afturelding         |
| 5             | Sebastian Sævarsson Meyer | 39            | Afturelding         |
| 6             | Hermann Ottósson          | 35            | KA Akureyri         |
| 7             | Ramses Ballesteros        | 33            | Þróttur Neskaupstað |
| 8             | Mighel Castrillo          | 32            | KA Akureyri         |
| 9             | Karol Duda                | 28            | Vestri              |
| 9             | Dorian Poinc              | 28            | Afturelding         |
| 9             | Ísak Zoega                | 28            | Þróttur Neskaupstað |

| Battute vincenti | Battute vincenti  | Battute vincenti | Battute vincenti |
| Pos.             | Nome              | Punti            | Squadra          |
| ---------------- | ----------------- | ---------------- | ---------------- |
| 1                | Hubert Lasecki    | 56               | Hamar            |
| 1                | Franco Molina     | 56               | Vestri           |
| 3                | Marcin Grasza     | 47               | Hamar            |
| 4                | Dorian Poinc      | 36               | Afturelding      |
| 4                | Juan Rojas        | 36               | Vestri           |
| 6                | Tamás Kaposi      | 34               | Hamar            |
| 7                | Mateusz Klóska    | 27               | HK Kópavogur     |
| 8                | Oscar Celis       | 26               | KA Akureyri      |
| 9                | Mighel Castrillo  | 25               | KA Akureyri      |
| 10               | Gísli Baldvinsson | 24               | KA Akureyri      |